# Iridopeplus
Iridopeplus is een geslacht van wantsen uit de familie van de Miridae (Blindwantsen). Het geslacht werd voor het eerst wetenschappelijk beschreven door Ernst Evald Bergroth in 1910.

## Soorten
Het genus is monotypisch en bevat alleen de volgende soort:

- Iridopeplus pellucidipennis Bergroth, 1910